# Eosentomon taiwanense
Eosentomon taiwanense är en urinsektsart som beskrevs av Nakamura 1997. Eosentomon taiwanense ingår i släktet Eosentomon och familjen trakétrevfotingar. Inga underarter finns listade i Catalogue of Life.